# ピストン西沢のオールナイトニッポンGOLD
ピストン西沢のオールナイトニッポンGOLD（ピストンにしざわのオールナイトニッポンゴールド）は、毎週水曜日22:00 - 23:50に放送されていた、ラジオ番組で、オールナイトニッポンGOLDシリーズの一つである。

## 概要
- メインパーソナリティはピストン西沢。これまで、レギュラーは横浜のハマラジ・神奈川のTVKテレビ・J-WAVEでのみだったが、初のハマラジ・TVK・J-WAVE以外でのレギュラー番組となるほか、彼にとって初めての冠番組でもある。ちなみに単発ではTBSラジオで何本か担当している。
- また、J-WAVEで放送されているGROOVE LINE（→GROOVE LINE Z。以下両番組をまとめてGLと表記）は地上波では関東地方のみでしか、また全国でもインターネット環境がなければ聴けず、AUTOMOBILE RADIO（→DRIVE TO THE FUTURE）は関東と東海でしか聴くことができないので、この番組が地上波における本格的な全国ネットの番組といえる。
- この番組には「GL」での秀島史香（→有宗麻莉子）のようなパーソナリティがいないので、代わりに構成作家の堀由史（元・ナメリカ）がいじられやすい。1回目の放送でかなり乳首をつままれたらしく、翌週の放送で腫れ上がっていたらしい。
- リスナーの参加も、「GL」つながりで関東地方のリスナーが多いようで、たびたび地方から来た場合その県・地方のネット局の名前を読み上げている。
- 番組全般的にネタコーナー。毎週テーマを設定し、それに対してのリスナーのメッセージと西沢のトークで埋めていくという、「GL」に似たような形となっている。ただし、時間帯の関係から「GL」以上に過激。
- 公式サイトによるとこの番組のキャッチコピーは「ブラックインテリプログラム」。
- 番組でかかる曲は月〜金の「オールナイトニッポンGOLD」での推薦曲と、西沢がかかわっている楽曲。
- スタジオは第2スタジオと思われる（2010年2月17日分より。西沢の「明日誰が使うの？」という質問に対し、「小倉さん」と返ってきたことから）。ちなみにその小倉は自身の番組内で「GOLD」の番宣が流れると大抵CM明けに笑いと「どんな放送やってんすか…」というツッコミを入れる。
- 2011年2月からは電話やtwitterで有名人に対し出演依頼する企画がメインとなっていた。